# Magma (album)
Magma je šesti studijski album francuskog metal sastava Gojira. Album je 17. lipnja 2016. godine objavila diskografska kuća Roadrunner Records.

## O albumu
U studenom 2014. godine Gojira se seli u New York te ubrzo u četvrti Queens započinju radovi na izgradnji Gojirina vlastita glazbenog studija. U travnju 2015. godine gradnja studija bila je dovršena te je tamo sastav započeo snimati glazbu. Međutim, kada se majka Joea i Maria Duplantiera razboljela i preminula, daljnje je snimanje albuma na neko vrijeme bilo odgođeno. Sastav je neko vrijeme proveo odlazeći na turneje nakon čega se ponovno vraća u studio i posvećuje daljnjem snimanju albuma. Miksanje albuma završeno je u veljači 2016. godine.
Sastav 21. travnja 2016. godine objavljuje glazbeni spot za pjesmu "Stranded", a gotovo mjesec dana kasnije, 20. svibnja 2016. godine, grupa objavljuje spot i za pjesmu "Silvera".

## Glazbeni stil i tekstovi pjesama
U pogledu tekstova, Mario Duplantier izjavljuje: "Kada čitam Joeove tekstove istog trena zaplačem. Oni su vrlo dubokoumni i direktni. Bez sranja. Mi recikliramo svoju tugu i depresiju u glazbu."
U vezi glazbenog stila na albumu, Joe Duplantier izjavljuje: "Želimo kratak album. Nešto što je manjih epskih razmjera od onoga što obično stvaramo. Pozornost ljudi danas je vrlo kratkotrajna, stoga mnoge pjesme traju četiri minute." Također je izjavio: "Imamo nekoliko rifova koji podsjećaju na Panteru, što nam je na određeni način novitet. Ali [...] ponekad želimo da rifovi budu malo više direktni."
Joe također objašnjava kako se proces skladanja i pisanja pjesama za Magmu odvijao drugačije u usporedbi s prethodnim albumima, izavljujući: "Radimo stvari malo drugačije. Bacamo pjesme, bacamo rifove, što nikad prije nismo radili. [U prošlosti] bismo pripremili 12 pjesama, otišli u studio i snimili ih na jednak način kako se pojavljuju na demouradcima. Ovaj smo put to odlučili učiniti drugačije."

## Popis pjesama
| 1.    | »The Shooting Star« | 5:42 |
| 2.    | »Silvera«           | 3:33 |
| 3.    | »The Cell«          | 3:18 |
| 4.    | »Stranded«          | 4:29 |
| 5.    | »Yellow Stone«      | 1:19 |
| 6.    | »Magma«             | 6:42 |
| 7.    | »Pray«              | 5:14 |
| 8.    | »Only Pain«         | 4:00 |
| 9.    | »Low Lands«         | 6:04 |
| 10.   | »Liberation«        | 3:35 |
| 43:56 |                     |      |

## Recenzije
U svim je ranim recenzijama album vrlo dobro prihvaćen.

## Zasluge
Gojira
- Joe Duplantier – vokali, gitara
- Christian Andreu – gitara
- Jean-Michel Labadie – bas-gitara
- Mario Duplantier – bubnjevi

Ostalo osoblje
- Johann Meyer – miksanje, mastering

## Vanjske poveznice
- Službene stranice sastava